# Campbellobates
Campbellobates – rodzaj roztoczy z kohorty mechowców i monotypowej rodziny Campbellobatidae lub Oripodidae.
Rodzaj ten został opisany w 1964 roku przez Johna Anthony'ego Wallworka. Gatunkiem typowym wyznaczono Campbellobates acanthus.  W 1984 roku został umieszczony w monotypowej rodzinie Campbellobatidae przez Jánosa i Petera Baloghów. Malcolm Luxton umieszczał ten rodzaj w 1985 roku w rodzinie Scheloribatidae, a Luis Subías w 2010 roku w rodzinie Oripodidae. H. Schatz i współpracownicy w 2011 roku uznali go za jedyny rodzaj Campbellobatidae.
Mechowce te mają notogaster przykrywający przednią krawędzią botridia i wyposażony w 1-2 pary sacculi. Szczeciny notogastralne występują w liczbie 10 par, genitalne 4 par, analne 1 par, a adanalne 3 par. Odnóża jednopalczaste. Brak szczecin aggenitalnych.
Rodzaj znany z krainy australijkiej, krainy orientalnej i Antarktyki.
Należy tu 5 opisanych gatunków:
- Campbellobates acanthus Wallwork, 1964
- Campbellobates aureus Hammer, 1967
- Campbellobates latohumeralis Hammer, 1967
- Campbellobates occultus Hammer, 1967
- Campbellobates philippinensis Corpuz-Raros, 1979